# Johnny Vegas

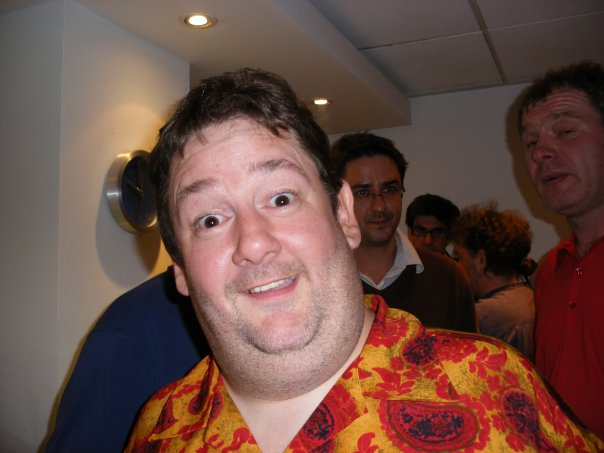
Johnny Vegas (2007)

Johnny Vegas, eigentlich Michael Joseph Pennington  (* 5. September 1970 in St Helens, England) ist ein britischer Schauspieler, Filmproduzent und Drehbuchautor.

## Leben
Michael Pennington stammt aus in einer römisch-katholischen Arbeiterfamilie. Er studierte Kunst und Keramik an der Middlesex University und schloss sein Studium mit einem Bachelor ab. Danach arbeitete er zunächst in Bars in London und Glasgow, bis er die Kunstfigur des Johnny Vegas, eines missmutigen Betrunkenen, entwickelte. Mit seiner Stand-up-Comedy als Johnny Vegas gelang ihm innerhalb eines Jahres der Durchbruch, als er 1997 am Edinburgh Festival mit dem Kritikerpreis ausgezeichnet wurde. Bekanntheit in Großbritannien erlangte er außerdem als Darsteller in einem populären ITV-Werbespot. 2020 nahm er an der zehnten Staffel von Taskmaster teil.
Johnny Vegas erhielt in weiterer Folge Engagements in britischen Comedy-Fernsehserien wie in Ideal, wo er die Hauptrolle verkörperte. Hinzu kamen ernstere Rollen wie in der Dickens-Verfilmung Bleak House, ferner ein Auftritt als Nebendarsteller im Kinofilm The Libertine. Vegas beschäftigte sich weiterhin mit Keramik. Er entwarf eine Flasche für das Aftershave Old Spice. 2002 heiratete Johnny Vegas seine erste Frau Catherine. Die Ehe, aus der ein Sohn hervorging, scheiterte jedoch nach einem Jahr und wurde 2008 geschieden. 2011 heiratete Vegas die Autorin Maia Dunphy.

## Filmografie

### Darsteller
- 2001: Attention Scum (Fernsehserie)
- 2001–2003: Happiness (Fernsehserie)
- 2002: Black Books (Fernsehserie)
- 2002: Staying Up (Fernsehfilm)
- 2002: Tipping the Velvet (Fernsehserie)
- 2003: Ed Stone Is Dead (Fernsehserie)
- 2003: The Virgin of Liverpool
- 2003: Blackball
- 2003: Cheeky
- 2004: Sex Lives of the Potato Man
- 2004: Reuben Don’t Take Your Love To Town
- 2004: Terkel i knibe
- 2004: The Libertine
- 2005: Blake’s Junction 7
- 2005: Dead Man Weds (Fernsehserie)
- 2005: Bleak House (Fernsehserie)
- 2005: ShakespeaRe-Told (Fernsehserie)
- 2005–2011: Ideal (Fernsehserie)
- 2007–2009: Benidorm (Fernsehserie)
- 2008: Massive (Fernsehserie)
- 2010: The Green
- 2010: Chekhov Comedy Shorts (Fernsehserie)
- 2011: The Bleak Old Shop of Stuff (Fernsehserie)
- 2011: Little Crackers (Fernsehserie)
- 2012: The Cow That Almost Missed Christmas
- 2012: Moone Boy (Fernsehserie)
- 2012: Mr. Stink
- 2013: Common Ground (Fernsehserie)
- 2013: Moving On (Fernsehserie)
- 2016: Der Spion und sein Bruder (Grimsby)
- 2020: Taskmaster (Fernsehserie, 10. Staffel)
- 2021: Paul Dood’s Deadly Lunch Break

### Produktion
- 2005–2011: Ideal (Fernsehserie)
- 2009: Johnny Vegas – Live at the Benidorm Palace
- 2011: Little Crackers (Fernsehserie)

### Drehbuch
- 1998: The Johnny Vegas Television Show (Fernsehfilm)
- 2001: Attention Scum (Fernsehserie)
- 2003: Johnny Vegas: Who’s Ready For Ice Cream
- 2005: Johny Vegas: 18 Stone of Idiot (Fernsehserie)
- 2009: Johnny Vegas – Live at the Benidorm Palace
- 2011: Little Crackers (Fernsehserie)
- 2013: Playhouse Presents: Ragged

## Auszeichnungen
- 1997: Kritikerpreis am Edinburgh Festival
- 2001: British Comedy Award als Bester Newcomer für Happiness
- 2002: RTS Television Award als Bester Newcomer für Happiness